# Епиталам
Епиталам је свадбена песма која се пева у част и за срећу младенаца. Овај облик лирске песме је по постанку врло стар, а посебно је негован у грчкој и римској књижевности.

Епиталама има и у уметничкој и у народној књижевности. У српску уметничку поезију епиталам су увели класицисти, а најпознатији пример је песма Младој невести Васе Живковића. У новијој српској поезији Борислав Радовић има песму под насловом Епиталам, у којој „на лирски ефектан начин повезује митско и савремено - историју и летовање на Криту”. Међу народним сватовским песмама има доста оних које се по свом садржају и исказаним осећањима могу сврстати у епиталаме.
У новије време епиталам је изашао из обичаја.